# Kvalifikace na Mistrovství světa ve fotbale 1982 (CONMEBOL)
Kvalifikace na Mistrovství světa ve fotbale 1982 zóny CONMEBOL určila 3 účastníky finálového turnaje.
Devítka účastníků byla rozlosována do 3 skupin po 3 týmech. Ve skupinách se utkal každý s každým dvoukolově doma a venku. Vítězové skupin postoupili na MS.

## Skupina 1
| Poř. | Tým       | B | Z | V | R | P | VG | IG | +/- |
| ---- | --------- | - | - | - | - | - | -- | -- | --- |
| 1    | Brazílie  | 8 | 4 | 4 | 0 | 0 | 11 | 2  | 9   |
| 2    | Bolívie   | 2 | 4 | 1 | 0 | 3 | 5  | 6  | -1  |
| 3    | Venezuela | 2 | 4 | 1 | 0 | 3 | 1  | 9  | -8  |

| Datum                           | Domácí    | Výsledek | Hosté     |
| ------------------------------- | --------- | -------- | --------- |
| 8. února 1981, Caracas          | Venezuela | 0 – 1    | Brazílie  |
| 15. února 1981, La Paz          | Bolívie   | 3 – 0    | Venezuela |
| 22. února 1981, La Paz          | Bolívie   | 1 – 2    | Brazílie  |
| 15. března 1981, Caracas        | Venezuela | 1 – 0    | Bolívie   |
| 22. března 1981, Rio de Janeiro | Brazílie  | 3 – 1    | Bolívie   |
| 29. března 1981, Goiânia        | Brazílie  | 5 – 0    | Venezuela |

Brazílie postoupila na Mistrovství světa ve fotbale 1982.

## Skupina 2
| Poř. | Tým      | B | Z | V | R | P | VG | IG | +/- |
| ---- | -------- | - | - | - | - | - | -- | -- | --- |
| 1    | Peru     | 6 | 4 | 2 | 2 | 0 | 5  | 2  | 3   |
| 2    | Uruguay  | 4 | 4 | 1 | 2 | 1 | 5  | 5  | 0   |
| 3    | Kolumbie | 2 | 4 | 0 | 2 | 2 | 4  | 7  | -3  |

| Datum                      | Domácí   | Výsledek | Hosté    |
| -------------------------- | -------- | -------- | -------- |
| 26. července 1981, Bogotá  | Kolumbie | 1 – 1    | Peru     |
| 9. srpna 1981, Montevideo  | Uruguay  | 3 – 2    | Kolumbie |
| 16. srpna 1981, Lima       | Peru     | 2 – 0    | Kolumbie |
| 23. srpna 1981, Montevideo | Uruguay  | 1 – 2    | Peru     |
| 6. září 1981, Lima         | Peru     | 0 – 0    | Uruguay  |
| 13. září 1981, Bogotá      | Kolumbie | 1 – 1    | Uruguay  |

Peru postoupilo na Mistrovství světa ve fotbale 1982.

## Skupina 3
| Poř. | Tým      | B | Z | V | R | P | VG | IG | +/- |
| ---- | -------- | - | - | - | - | - | -- | -- | --- |
| 1    | Chile    | 7 | 4 | 3 | 1 | 0 | 6  | 0  | 6   |
| 2    | Ekvádor  | 3 | 4 | 1 | 1 | 2 | 2  | 5  | -3  |
| 3    | Paraguay | 2 | 4 | 1 | 0 | 3 | 3  | 6  | -3  |

| Datum                              | Domácí   | Výsledek | Hosté    |
| ---------------------------------- | -------- | -------- | -------- |
| 17. května 1981, Guayaquil         | Ekvádor  | 1 – 0    | Paraguay |
| 24. května 1981, Guayaquil         | Ekvádor  | 0 – 0    | Chile    |
| 31. května 1981, Asunción          | Paraguay | 3 – 1    | Ekvádor  |
| 7. června 1981, Asunción           | Paraguay | 0 – 1    | Chile    |
| 14. června 1981, Santiago de Chile | Chile    | 2 – 0    | Ekvádor  |
| 21. června 1981, Santiago de Chile | Chile    | 3 – 0    | Paraguay |

Chile postoupilo na Mistrovství světa ve fotbale 1982.